# Án mạng ở Venice
Án mạng ở Venice (tên tiếng Anh: A Haunting in Venice) là một bộ phim điện ảnh Anh – Mỹ thuộc thể loại kinh dị – trinh thám – giật gân ra mắt vào năm 2023, do Kenneth Branagh làm đạo diễn và đồng sản xuất, phóng tác từ cuốn tiểu thuyết Hallowe'en Party của nhà văn Agatha Christie. Đây là phần phim thứ ba về thám tử Hercule Poirot, sau Án mạng trên chuyến tàu tốc hành Phương Đông (2017) và Án mạng trên sông Nile (2022). Kenneth Branagh tiếp tục trở lại với vai diễn thám tử Hercule Poirot, cùng với đó là sự tham gia diễn xuất của dàn diễn viên mới bao gồm Kyle Allen, Camille Cottin, Jamie Dornan, Tina Fey, Jude Hill, Ali Khan, Emma Laird, Kelly Reilly, Riccardo Scamarcio và Dương Tử Quỳnh.
Tác phẩm được 20th Century Studios phát hành và công chiếu tại Mỹ và Việt Nam vào ngày 15 tháng 9 năm 2023. Sau khi ra mắt, tác phẩm nhìn chung nhận về những lời khen ngợi từ giới chuyên môn.

## Nội dung
Phim là hành trình theo chân vị Thám tử đại tài Hercule Poirot, hiện đang nghỉ hưu, phá giải một vụ sát hại một vị khách tại buổi lễ gọi hồn mà ông được mời tham dự.

## Diễn viên
- Kenneth Branagh thủ vai Thám tử Hercule Poirot
- Kyle Allen thủ vai Maxime Gerard
- Camille Cottin thủ vai Olga Seminoff
- Jamie Dornan thủ vai Cha của Leopold Ferrier[4]
- Tina Fey thủ vai Ariadne Oliver
- Jude Hill thủ vai Leopold Ferrier
- Ali Khan thủ vai Nicholas Holland
- Emma Laird thủ vai Desdemona Holland
- Kelly Reilly thủ vai Rowena Drake
- Riccardo Scamarcio thủ vai Vitale Portfoglio
- Dương Tử Quỳnh thủ vai Joyce Reynolds

## Sản xuất
Vào tháng 3 năm 2022, chủ tịch Steve Asbell của hãng 20th Century Studios đã tiết lộ rằng kịch bản của phần phim thứ ba về Hercule Poirot đã được chấp bút bởi Michael Green với sự tham gia trở lại của Kenneth Branagh trong vai trò diễn viên chính kiêm đạo diễn. Bộ phim sẽ được lấy cơ sở trên câu chuyện ít biết về Poirot. Thông tin về bộ phim được chính thức xác nhận vào tháng 8 năm 2022 với sự tham gia của dàn diễn viên bao gồm Jamie Dornan, Tina Fey, Jude Hill, Kelly Reilly và Dương Tử Quỳnh. Công đoạn quay phim được bắt đầu vào ngày 31 tháng 9, 2022, với quá trình sản xuất được diễn ra giữa Pinewood Studios và Venice.

## Phát hành
Phim có buổi ra mắt tại Mỹ và Việt Nam vào ngày 15 tháng 9 năm 2023.